# Karel Treybal
Karel Treybal (* 2. Februar 1885 in Kotopeky, Okres Beroun; † 2. Oktober 1941 in Prag) war ein tschechischer Schachspieler.
Karel Treybal studierte Rechtswissenschaften in Prag und entwickelte sich, ebenso wie sein älterer Bruder František (1882–1941), zu einem guten Schachspieler. 1912 gewann er einen Wettkampf gegen Karel Hromádka mit 5:2 bei 4 Remisen. Im Ersten Weltkrieg wurde Treybal zweimal verwundet und geriet in russische Gefangenschaft. Später arbeitete er als Rechtsanwalt und wurde Vorsitzender des Bezirksgerichts von Velvary, einer kleinen Stadt in der Nähe von Prag.
Sein größter internationaler Erfolg als Schachspieler war das Erreichen des sechsten Platzes beim internationalen Turnier in Karlsbad 1923, in dessen Verlauf er auch den späteren Weltmeister Alexander Alexandrowitsch Aljechin mit den schwarzen Steinen besiegte.
|   | a | b | c | d | e | f | g | h |   |
| 8 |   |   |   |   |   |   |   |   | 8 |
| 7 |   |   |   |   |   |   |   |   | 7 |
| 6 |   |   |   |   |   |   |   |   | 6 |
| 5 |   |   |   |   |   |   |   |   | 5 |
| 4 |   |   |   |   |   |   |   |   | 4 |
| 3 |   |   |   |   |   |   |   |   | 3 |
| 2 |   |   |   |   |   |   |   |   | 2 |
| 1 |   |   |   |   |   |   |   |   | 1 |
|   | a | b | c | d | e | f | g | h |   |

Aljechin–Treybal 0:1
Karlsbad, 1. Mai 1923
Abgelehntes Damengambit, D30
1. d4 d5 2. c4 e6 3. Sf3 c6 4. e3 f5 5. Sc3 Sf6 6. Se5 Sbd7 7. f4 Sxe5 8. fxe5 Se4 9. Sxe4 fxe4 10. Ld2 Dg5 11. De2 Le7 12. 0–0–0 Tf8 13. g4 Ld7 14. Kb1 0–0–0 15. Lg2 h5 16. h3 hxg4 17. hxg4 Th8 18. Txh8 Txh8 19. Le1 Kb8 20. Lg3 Ka8 21. Tc1 Dg6 22. c5 De8 23. b4 b5 24. cxb6 Db8 25. Da6 Dxb6 26. Dxb6 axb6 27. a3 Kb7 28. Kb2 Lg5 29. Te1 c5 30. bxc5 bxc5 31. dxc5 Lb5 32. Kc3 Kc6 33. Lf4 Lxf4 34. exf4 Kxc5 35. Lxe4 Th3+ 36. Kd2 dxe4 37. Txe4 Tf3 38. f5 exf5 39. gxf5 Txf5 40. e6 Kd6 41. e7 Te5 42. Tg4 g5 43. a4 Ld7 44. Tb4 Kxe7 0:1
Bei der Amateurweltmeisterschaft der FIDE 1928 belegte er mit 9,5/15 Punkten den 5. Platz.
Er spielte bei drei Schacholympiaden: 1930 in Hamburg, 1933 in Folkestone und 1935 in Warschau. Dabei erzielte er 22 Punkte aus 40 Partien. 1933, als er hinter Salo Flohr an Brett 2 spielte, errang seine Mannschaft die Silbermedaille.
Seine beste historische Elo-Zahl betrug 2606 im Juni 1925, damit lag er auf Platz 16 der Weltrangliste.
In der Zeit der deutschen Besatzung wurde er am 30. Mai 1941 verhaftet und beschuldigt, Waffen versteckt zu haben. Am 2. Oktober 1941 wurde er zum Tode verurteilt und unmittelbar darauf hingerichtet. Der Verbleib seines Leichnams ist unbekannt. In der Deutschen Schachzeitung wurde sein Tod im April 1942 kurz gemeldet, ohne auf die Umstände einzugehen.